# Asch-Schaibānī
Abū ʿAbdallāh Muhammad ibn al-Hasan ibn Farqad asch-Schaibānī (arabisch ابو عبد الله محمد بن الحسن بن فرقد الشيباني, DMG Abū ʿAbdallāh Muḥammad b. al-Ḥasan b. Farqad aš-Šaibānī * 749 oder 750 in Wasit, Irak; † 805 in Rey) war ein Schüler des Rechtsgelehrten Abū Hanīfa und gilt zusammen mit ihm und Abu Yusuf als Begründer der hanafitischen Rechtsschule des sunnitischen Islam.

## Leben
Asch-Schaibānī stammt aus einer Familie von wohlhabenden Mawālī des arabischen Stammes der Banū Schaibān aus dem Dorf Harastā bei Damaskus. Sein Vater wanderte während der Zeit des Niedergangs der Umayyaden-Dynastie in den Irak aus und ließ sich in Wāsit nieder, wo Muhammad im Jahre 132 d.H (= 749/50 n. Chr.) geboren wurde. Er wuchs in Kufa auf, wo er bereits im Alter von 14 Jahren Schüler Abū Hanīfas wurde und außerdem  bei Sufyān ath-Thaurī und al-Auzāʿī und Abū Yūsuf studierte. Zu einem unbekannten Zeitpunkt reiste er nach Medina, wo er zwei bis drei Jahre im Kreis von Mālik ibn Anas verbrachte. Im Alter von 20 Jahren konnte er mit seinen Vorlesungen schon so großen Ruhm ernten, dass sich sein Lehrer Abū Yūsuf in den Schatten gestellt fühlte.
Im Jahre 797 wurde asch-Schaibānī von den Behörden überraschend nach Bagdad gerufen und zum Qādī von Raqqa ernannt, ein Amt, das er bis 803 ausfüllte. Danach kehrte er nach Bagdad zurück und wirkte vor allem als Lehrer. Zu seinen bekanntesten Schülern gehörten asch-Schāfiʿī, Chalaf ibn Aiyūb al-Balchī (st. 820) und Ahmad ibn Hafs al-Kabīr (st. 832) und ʿĪsā ibn Abān (st. 836).
Als Hārūn ar-Raschīd im Jahre 805 nach Chorasan reiste, nahm er asch-Schaibānī mit, um ihm dort erneut das Qādī-Amt zu übertragen. Asch-Schaibānī starb jedoch unterwegs in Raiy, am gleichen Tag wie der Philologe al-Kisā'ī, was den Kalifen zu der Bemerkung veranlasste, er habe Fiqh und Sprachwissenschaft (luġa) am gleichen Tag begraben.

## Werke
Asch-Schaibānī gilt als einer der Begründer der hanafitischen Rechtsschule, deren Lehren er nach Abu Hanifa und Abu Yusuf durch seine Schriften weiterzuentwickeln vermochte. Er studierte auch bei Mālik ibn Anas in Medina, überlieferte dessen al-Muwatta und ergänzte es mit seinen Anmerkungen gemäß der Lehre seines Lehrers Abu Hanifa. Aus diesem Grunde nannte man seine Muwatta'-Rezension auch:
kitāb al-ichtilāf baina Mālik ibn Anas wa-Muhammad ibn al-Hasan / كتاب الاختلاف بين مالك بن أنس ومحمد بن الحسن / kitāb al-iḫtilāf baina Mālik b. Anas wa-Muḥammad b. al-Ḥasan / ‚Das Buch der kontroversen Lehrmeinungen zwischen Mālik ibn Anas und Muhammad ibn al-Hasan‘. Unter diesem Titel ist ein Exemplar aus dem Jahr 1388 erhalten. Dem Hadith als Quelle der Jurisprudenz räumte asch-Schaibānī in der Rechtsfindung einen Vorrang vor dem Ra'y ein und unterschied sich dadurch von der Methodik seines Lehrers Abu Hanifa.
Im al-mabsūt; kitāb al-asl / المبسوط, كتاب الأصل / al-Mabsūṭ, Kitāb al-aṣl / ‚Das Umfassende, das Grundlegende‘ stellt asch-Schaibānī die Summe der hanafitischen Rechtslehre zusammen, die er durch seine az-Ziyādāt / الزيادات / ‚Erweiterungen‘ in vielen Teilbereichen des Fiqh ergänzte.
Sein al-Dschāmiʿ al-kabīr / الجامع الكبير / al-Ǧāmiʿ al-kabīr / ‚Das große zusammenfassende (Werk)‘ behandelt die abgeleiteten Rechtssätze der islamischen Jurisprudenz (furūʿ) und ist in der Folgezeit mehrfach kommentiert, innerhalb der Rechtsschule erörtert und als Unterrichtsmaterial verwendet worden. Es behandelt eine große Anzahl von Rechtsfällen mit kurzgefassten Entscheidungen. Kommentare und Kurzfassungen des Werkes liegen in späteren Bearbeitungen vor. Die 1532 Rechtssätze mussten die Richter bei der Ausstellung und Beurkundung ihrer Entscheidungen auswendig wissen und entsprechend verwenden.
Das kitāb al-āthār / كتاب الآثار / kitāb al-āṯār / ‚Das Buch der Traditionen‘ enthält die von seinem Lehrer Abu Hanifa zur Begründung der Rechtssätze verwendeten Traditionen. Rund die Hälfte davon geht in Form von Hadithen auf Mohammed und seiner Gefährten zurück, während der Rest der Überlieferungen von den Nachfolgegenerationen der Prophetengefährten stammt. Das Werk ist mehrfach, zuletzt in Kairo im Jahre 1936 gedruckt worden.
Mit seinem kitāb as-siyar al-kabīr / كتاب السير الكبير / kitāb as-siyar al-kabīr / ‚Das große Buch über Völkerrecht‘ gilt asch-Schaibānī – mit seinem älteren syrischen Zeitgenossen al-Auzāʿī († 774) – als Begründer der islamischen Völkerrechtslehre. Das Werk ist in der späten Bearbeitung von as-Sarachsī († 1090) in vier Bänden erhalten und ebenfalls mehrfach gedruckt worden.
Eine Kurzfassung des Werkes, kitāb as-siyar as-saghīr / كتاب السير الصغير / kitāb as-siyar aṣ-ṣaġīr / ‚Das kleine Buch über Völkerrecht‘, dessen Authentizität allerdings fraglich ist, ist beim Islamic Research Institute in Islamabad in einer Edition mit Kommentar und englischer Übersetzung im Jahre 1998 erschienen.
Das kitāb al-hudschadsch / كتاب الحجج / kitāb al-ḥuǧaǧ / ‚Das Buch der (Rechts)argumente‘ ist von einem seiner Schüler zusammengestellt worden. Das Werk ist auch unter dem Titel:kitāb al-huddscha fī ichtilāf ahl al-Kufa wa-ahl al-Madina / كتاب الحجة في اختلاف أهل الكوفة وأهل المدينة / Kitāb al-ḫuǧǧa fī iḫtilāf ahl al-Kūfa wa-ahl al-Madīna / ‚Das Buch der Beweisführung über die kontroversen Rechtslehren zwischen den Kufensern und Medinensern‘ bekannt. Es behandelt die kontroversen Lehrmeinungen zwischen Mālik ibn Anas und der hanafitischen Rechtsschule, vertreten durch Abū Ḥanīfa und asch-Schaibānī. Es ist das älteste Werk über Lehrdifferenzen in der frühen Jurisprudenz, das in einer Bearbeitung aus dem frühen 9. Jahrhundert erhalten ist. Das Buch ist bereits 1888 in Lucknow gedruckt worden.
al-machāridsch fil-hiyal / المخارج في الحيل / al-maḫāriǧ fī ʾl-ḥiyal ist eine Sammlung über die sog. Rechtskniffe (ḥiyal) im hanafitischen Recht, die über Abū Yūsuf auf den Schulgründer Abū Ḥanīfa zurückgeht. Das Buch hat der deutsche Orientalist Joseph Schacht 1930 (Hinrichs, Leipzig) herausgegeben.